# Andrij Jarmolenko
Andrij Mykolajovyč Jarmolenko (in ucraino Андрій Миколайович Ярмоленко?, traslitterazione anglosassone: Andriy Mykolaiovych Yarmolenko; Leningrado, 23 ottobre 1989) è un calciatore ucraino, centrocampista o ala della Dinamo Kiev e della nazionale ucraina, di cui è capitano.
Nel 2010 è stato inserito nella lista dei migliori calciatori nati dopo il 1989 stilata da Don Balón.

## Biografia
I genitori di Jarmolenko, nativi ucraini, erano originari del raion di Kulykivka. Dopo essersi sposata, a sua madre è stato offerto un lavoro a Leningrado (ora San Pietroburgo), e la famiglia vi si trasferì. Poco dopo la nascita di Andrij, la famiglia tornò nella sua terra natale, nella città di Černihiv.

## Caratteristiche tecniche
Ala destra o sinistra mancino di piede, è stato impiegato anche come seconda punta, possiede buona tecnica e doti atletiche.

## Carriera

### Club

#### Desna Černihiv
Nell'estate 2006 si è unito alla squadra di Desna Černihiv, squadra principale di Černihiv. Qui ha giocato nella stagione 2006-2007 nella Prima Lega ucraina, dove ha totalizzato 9 presenze e 4 gol segnati.

#### Dinamo Kiev

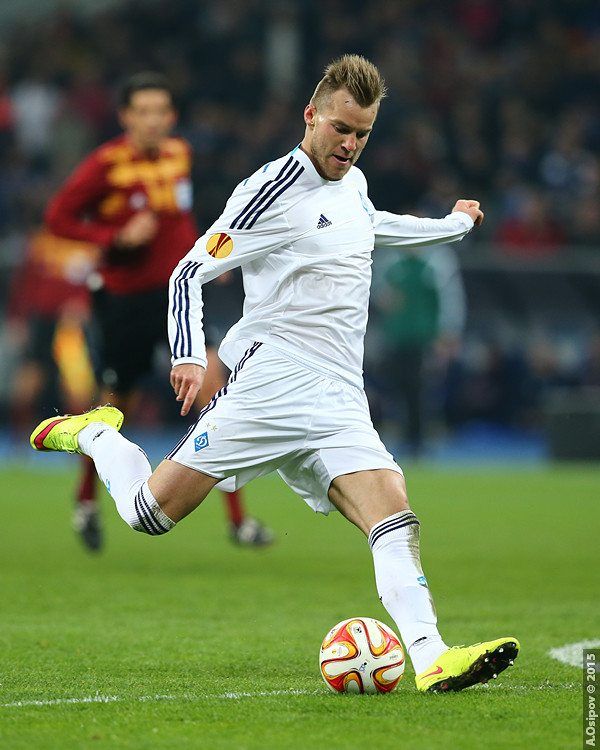
Jarmolenko col Dinamo Kiev nel 2015

Arriva alla Dinamo nell'inverno del 2007 dalla Desna Černihiv, ed è stato promosso alla squadra principale nel maggio del 2008, alla fine della stagione.
Esordisce con la Dinamo Kiev l'11 maggio 2008 contro il Vorskla Poltava realizzando il gol vittoria nel 2-1 finale. L'esordio in Champions League è datato il 15 settembre dello stesso anno nella vittoria per 3 a 1 contro i russi del Rubin Kazan'. La sua massima crescita calcistica avviene nel 2013, in cui vince il premio del miglior giocatore ucraino dell'anno (al pari con Jevhen Konopljanka).
Nel 2014 è entrato nella top 5 dei migliori marcatori di tutta la storia della Dinamo Kiev, sempre nello stesso anno ha raggiunto quota 100 gol nella sua carriera calcistica, rivinto il premio come miglior giocatore ucraino dell'anno e miglior giocatore dell'anno in campionato. Nel gennaio del 2015 il suo gol nella partita contro il Metalurg Donec'k viene eletto come il miglior gol del 2014 nel campionato ucraino.

#### Borussia Dortmund
Il 28 agosto 2017, passa al Borussia Dortmund per una cifra di 25 milioni di euro firmando un contratto quadriennale. Sceglie di indossare la maglia numero 9.

#### West Ham
Dopo un anno in Germania l'11 luglio 2018 viene ufficializzato il passaggio al West Ham. Il costo del cartellino si aggira sui 20 milioni di euro e il contratto che lo legherà agli Hammers avrà una durata quadriennale.

#### Al-Ain
Il 13 luglio 2022 firma un contratto annuale con l'Al-Ain.

### Nazionale

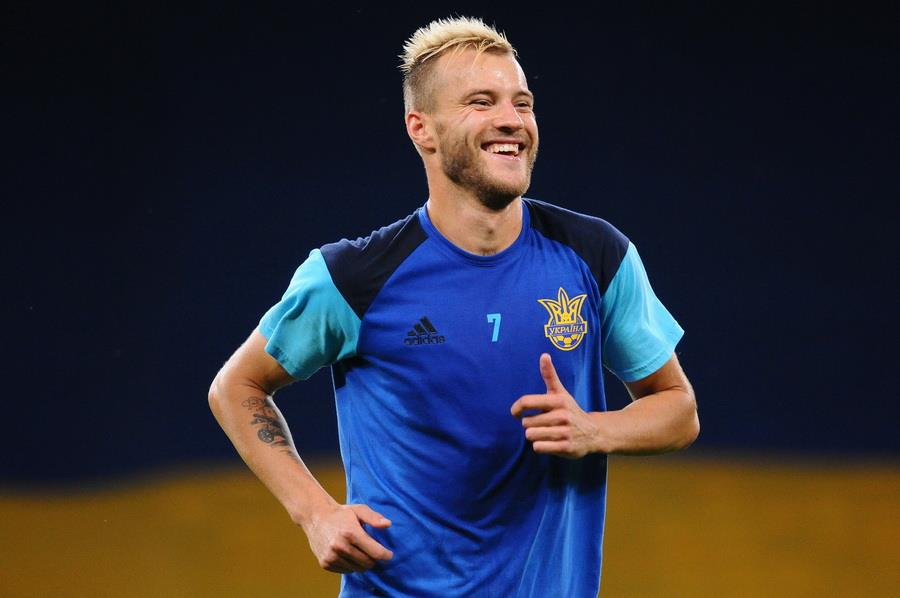
Yarmolenko in fase di riscaldamento con l'Ucraina nel 2016

Esordisce con la Nazionale maggiore il 5 settembre 2009 nella partita di qualificazione al campionato mondiale di calcio 2010 vinta per 5 a 0 contro l'Andorra realizzando anche un gol. Il 2 settembre 2011 in un'amichevole contro l'Uruguay realizza la rete più veloce nella storia della sua nazionale dopo 14 secondi dal calcio d'inizio. Nel 2012 fa il suo esordio negli Europei disputati proprio in Ucraina. In quella edizione Jarmolenko si è distinto con un assist nella partita vinta per 2 a 1 contro la Svezia e da una eccellente prestazione contro la Francia.
Sempre contro la Francia ma nel 2013 per i play-off dei Mondiali in Brasile 2014, Jarmolenko ebbe un buon impatto nella partita d'andata giocatasi a Kiev, dove mise a segno un goal. Il 15 novembre 2014 realizza per la prima volta nella sua carriera una tripletta in casa del Lussemburgo nella partita valida per le qualificazioni al campionato europeo 2016 (terminata 0-3) diventando il secondo miglior marcatore di sempre della nazionale.
Viene convocato per gli Europei 2016 in Francia, per poi non riuscire ad ottenere la qualificazione per il campionato del Mondo 2018. Il 14 ottobre 2019, durante la partita casalinga vinta per 2-1 contro il Portogallo, realizza una delle due reti con cui l'Ucraina ottiene con un turno d'anticipo la qualificazione al campionato d'Europa 2020, e nel quale esordisce nella prima partita della fase a gironi, il 13 giugno 2021, segnando nella sconfitta per 3-2 contro i Paesi Bassi, per poi ripetersi nella successiva vittoria per 2-1 contro la Macedonia del Nord.
Il 1º settembre 2021, in occasione della sfida pareggiata 2-2 in casa del Kazakistan, raggiunge quota 100 presenze in nazionale. Nella partita decisiva per l'accesso alla fase finale dei Mondiali 2022 disputata il 5 giugno 2022 contro il Galles è protagonista in negativo deviando nella propria porta un cross di Gareth Bale, fissando il punteggio sul definitivo 1-0 che condanna così l'Ucraina all'eliminazione dalla rassegna iridata.
Il 24 settembre 2022, in occasione del successo per 0-5 in Nations League contro l'Armenia raggiunge quota 111 presenze, agganciando al secondo posto nel record di presenze Andrij Ševčenko, per poi superarlo 3 giorni dopo in occasione del 0-0 contro la Scozia.

## Statistiche

### Presenze e reti nei club
Statistiche aggiornate al 10 gennaio 2025.
| Squadra              | Stagione             | Campionato           | Campionato | Campionato | Coppe nazionali | Coppe nazionali | Coppe nazionali | Coppe continentali | Coppe continentali | Coppe continentali | Altre coppe | Altre coppe | Altre coppe | Totale | Totale |
| Squadra              | Stagione             | Comp                 | Pres       | Reti       | Comp            | Pres            | Reti            | Comp               | Pres               | Reti               | Comp        | Pres        | Reti        | Pres   | Reti   |
| -------------------- | -------------------- | -------------------- | ---------- | ---------- | --------------- | --------------- | --------------- | ------------------ | ------------------ | ------------------ | ----------- | ----------- | ----------- | ------ | ------ |
| 2006-2007            | Desna Černihiv       | PL                   | 9          | 4          | KU              | 1               | 0               | -                  | -                  | -                  | -           | -           | -           | 10     | 4      |
| gen.-giu. 2007       | Dinamo-2 Kiev        | PL                   | 15         | 4          | KU              | 0               | 0               | -                  | -                  | -                  | -           | -           | -           | 15     | 4      |
| 2007-2008            | Dinamo-2 Kiev        | PL                   | 22         | 5          | KU              | 0               | 0               | -                  | -                  | -                  | -           | -           | -           | 22     | 5      |
| Totale Dinamo-2 Kiev | Totale Dinamo-2 Kiev | Totale Dinamo-2 Kiev | 37         | 9          |                 | 0               | 0               |                    | -                  | -                  |             | -           | -           | 37     | 9      |
| 2007-2008            | Dinamo Kiev          | VL                   | 1          | 1          | KU              | 0               | 0               | UCL                | 0                  | 0                  | SU          | 0           | 0           | 1      | 1      |
| 2008-2009            | Dinamo Kiev          | PL                   | 10         | 0          | KU              | 3               | 5               | UCL+CU             | 0                  | 0                  | SU          | 1           | 0           | 14     | 5      |
| 2009-2010            | Dinamo Kiev          | PL                   | 27         | 7          | KU              | 2               | 0               | UCL                | 6                  | 0                  | SU          | 1           | 0           | 36     | 7      |
| 2010-2011            | Dinamo Kiev          | PL                   | 26         | 11         | KU              | 5               | 1               | UCL+UEL            | 4+12               | 1+3                | -           | -           | -           | 47     | 16     |
| 2011-2012            | Dinamo Kiev          | PL                   | 28         | 12         | KU              | 1               | 1               | UCL+UEL            | 2+8                | 0                  | SU          | 1           | 0           | 40     | 13     |
| 2012-2013            | Dinamo Kiev          | PL                   | 27         | 11         | KU              | 1               | 0               | UCL+UEL            | 10+2               | 2+0                | -           | -           | -           | 40     | 13     |
| 2013-2014            | Dinamo Kiev          | PL                   | 26         | 12         | KU              | 4               | 4               | UEL                | 9                  | 5                  | -           | -           | -           | 39     | 21     |
| 2014-2015            | Dinamo Kiev          | PL                   | 26         | 14         | KU              | 5               | 1               | UEL                | 11                 | 4                  | SU          | 1           | 0           | 43     | 19     |
| 2015-2016            | Dinamo Kiev          | PL                   | 23         | 13         | KU              | 3               | 4               | UCL                | 7                  | 2                  | SU          | 1           | 0           | 34     | 19     |
| 2016-2017            | Dinamo Kiev          | PL                   | 28         | 15         | KU              | 3               | 3               | UCL                | 5                  | 1                  | SU          | 0           | 0           | 36     | 19     |
| ago. 2017            | Dinamo Kiev          | PL                   | 5          | 3          | KU              | -               | -               | UCL+UEL            | 2+2                | 1+0                | SU          | 1           | 0           | 10     | 4      |
| ago. 2017-2018       | Borussia Dortmund    | BL                   | 18         | 3          | CG              | 2               | 2               | UCL                | 6                  | 1                  | SG          | -           | -           | 26     | 6      |
| 2018-2019            | West Ham Utd         | PL                   | 9          | 2          | FACup+CdL       | 0+1             | 0               | -                  | -                  | -                  | -           | -           | -           | 10     | 2      |
| 2019-2020            | West Ham Utd         | PL                   | 23         | 5          | FACup+CdL       | 0               | 0               | -                  | -                  | -                  | -           | -           | -           | 23     | 5      |
| 2020-2021            | West Ham Utd         | PL                   | 15         | 0          | FACup+CdL       | 3+3             | 1+2             | -                  | -                  | -                  | -           | -           | -           | 21     | 3      |
| 2021-2022            | West Ham Utd         | PL                   | 19         | 1          | FACup+CdL       | 2+3             | 0               | UEL                | 8                  | 2                  | -           | -           | -           | 32     | 3      |
| Totale West Ham      | Totale West Ham      | Totale West Ham      | 66         | 8          |                 | 12              | 3               |                    | 8                  | 2                  |             | -           | -           | 86     | 13     |
| 2022-2023            | Al-Ain               | PL                   | 23         | 11         | CE+CdL          | 5+4             | 0+1             | -                  | -                  | -                  | SE          | 1           | 0           | 33     | 12     |
| 2023-2024            | Dinamo Kiev          | PL                   | 17         | 8          | KU              | 1               | 0               | UECL               | 2                  | 0                  | -           | -           | -           | 20     | 8      |
| 2024-2025            | Dinamo Kiev          | PL                   | 9          | 3          | KU              | 0               | 0               | UCL+UEL            | 6+2                | 2+2                | -           | -           | -           | 17     | 7      |
| Totale Dinamo Kiev   | Totale Dinamo Kiev   | Totale Dinamo Kiev   | 253        | 110        |                 | 28              | 19              |                    | 90                 | 23                 |             | 6           | 0           | 377    | 152    |
| Totale carriera      | Totale carriera      | Totale carriera      | 406        | 145        |                 | 52              | 25              |                    | 104                | 26                 |             | 7           | 0           | 569    | 196    |

### Cronologia presenze e reti in nazionale
| Cronologia completa delle presenze e delle reti in nazionale ― Ucraina | Cronologia completa delle presenze e delle reti in nazionale ― Ucraina | Cronologia completa delle presenze e delle reti in nazionale ― Ucraina | Cronologia completa delle presenze e delle reti in nazionale ― Ucraina | Cronologia completa delle presenze e delle reti in nazionale ― Ucraina | Cronologia completa delle presenze e delle reti in nazionale ― Ucraina | Cronologia completa delle presenze e delle reti in nazionale ― Ucraina | Cronologia completa delle presenze e delle reti in nazionale ― Ucraina |
| Data                                                                   | Città                                                                  | In casa                                                                | Risultato                                                              | Ospiti                                                                 | Competizione                                                           | Reti                                                                   | Note                                                                   |
| ---------------------------------------------------------------------- | ---------------------------------------------------------------------- | ---------------------------------------------------------------------- | ---------------------------------------------------------------------- | ---------------------------------------------------------------------- | ---------------------------------------------------------------------- | ---------------------------------------------------------------------- | ---------------------------------------------------------------------- |
| 5-9-2009                                                               | Kiev                                                                   | Ucraina                                                                | 5 – 0                                                                  | Andorra                                                                | Qual. Mondiali 2010                                                    | 1                                                                      |                                                                        |
| 9-9-2009                                                               | Minsk                                                                  | Bielorussia                                                            | 0 – 0                                                                  | Ucraina                                                                | Qual. Mondiali 2010                                                    | -                                                                      |                                                                        |
| 10-10-2009                                                             | Dnipropetrovs'k                                                        | Ucraina                                                                | 1 – 0                                                                  | Inghilterra                                                            | Qual. Mondiali 2010                                                    | -                                                                      | 67’                                                                    |
| 14-10-2009                                                             | Andorra la Vella                                                       | Andorra                                                                | 0 – 6                                                                  | Ucraina                                                                | Qual. Mondiali 2010                                                    | 1                                                                      |                                                                        |
| 14-11-2009                                                             | Atene                                                                  | Grecia                                                                 | 0 – 0                                                                  | Ucraina                                                                | Qual. Mondiali 2010                                                    | -                                                                      | 46’                                                                    |
| 18-11-2009                                                             | Donec'k                                                                | Ucraina                                                                | 0 – 1                                                                  | Grecia                                                                 | Qual. Mondiali 2010                                                    | -                                                                      | 52’ 77’                                                                |
| 2-6-2010                                                               | Oslo                                                                   | Norvegia                                                               | 0 – 1                                                                  | Ucraina                                                                | Amichevole                                                             | -                                                                      | 55’                                                                    |
| 17-11-2010                                                             | Ginevra                                                                | Svizzera                                                               | 0 – 2                                                                  | Ucraina                                                                | Amichevole                                                             | 1                                                                      | 74’                                                                    |
| 8-2-2011                                                               | Paralimni                                                              | Romania                                                                | 2 – 2 dts (2 - 4 dtr)                                                  | Ucraina                                                                | Amichevole                                                             | -                                                                      | 69’                                                                    |
| 9-2-2011                                                               | Nicosia                                                                | Svezia                                                                 | 1 – 1 dts (4 - 5 dtr)                                                  | Ucraina                                                                | Amichevole                                                             | -                                                                      | 64’                                                                    |
| 29-3-2011                                                              | Kiev                                                                   | Ucraina                                                                | 0 – 2                                                                  | Italia                                                                 | Amichevole                                                             | -                                                                      |                                                                        |
| 2-9-2011                                                               | Charkiv                                                                | Ucraina                                                                | 2 – 3                                                                  | Uruguay                                                                | Amichevole                                                             | 1                                                                      |                                                                        |
| 6-9-2011                                                               | Praga                                                                  | Rep. Ceca                                                              | 4 – 0                                                                  | Ucraina                                                                | Amichevole                                                             | -                                                                      | 86’                                                                    |
| 7-10-2011                                                              | Sofia                                                                  | Bulgaria                                                               | 0 – 3                                                                  | Ucraina                                                                | Amichevole                                                             | 1                                                                      | 86’                                                                    |
| 11-10-2011                                                             | Tallinn                                                                | Estonia                                                                | 0 – 2                                                                  | Ucraina                                                                | Amichevole                                                             | -                                                                      | 46’                                                                    |
| 11-11-2011                                                             | Kiev                                                                   | Ucraina                                                                | 3 – 3                                                                  | Germania                                                               | Amichevole                                                             | 1                                                                      | 81’                                                                    |
| 15-11-2011                                                             | Leopoli                                                                | Ucraina                                                                | 2 – 1                                                                  | Austria                                                                | Amichevole                                                             | -                                                                      | 64’                                                                    |
| 29-2-2012                                                              | Petah Tiqwa                                                            | Israele                                                                | 2 – 3                                                                  | Ucraina                                                                | Amichevole                                                             | 1                                                                      |                                                                        |
| 28-5-2012                                                              | Kufstein                                                               | Ucraina                                                                | 4 – 0                                                                  | Estonia                                                                | Amichevole                                                             | 1                                                                      | 46’                                                                    |
| 1-6-2012                                                               | Innsbruck                                                              | Austria                                                                | 3 – 2                                                                  | Ucraina                                                                | Amichevole                                                             | -                                                                      |                                                                        |
| 11-6-2012                                                              | Kiev                                                                   | Ucraina                                                                | 2 – 1                                                                  | Svezia                                                                 | Euro 2012 - 1º turno                                                   | -                                                                      |                                                                        |
| 15-6-2012                                                              | Donec'k                                                                | Ucraina                                                                | 0 – 2                                                                  | Francia                                                                | Euro 2012 - 1º turno                                                   | -                                                                      | 68’                                                                    |
| 19-6-2012                                                              | Donec'k                                                                | Ucraina                                                                | 0 – 1                                                                  | Inghilterra                                                            | Euro 2012 - 1º turno                                                   | -                                                                      |                                                                        |
| 15-8-2012                                                              | Leopoli                                                                | Ucraina                                                                | 0 – 0                                                                  | Rep. Ceca                                                              | Amichevole                                                             | -                                                                      | 46’                                                                    |
| 11-9-2012                                                              | Londra                                                                 | Inghilterra                                                            | 1 – 1                                                                  | Ucraina                                                                | Qual. Mondiali 2014                                                    | -                                                                      |                                                                        |
| 12-10-2012                                                             | Chișinău                                                               | Moldavia                                                               | 0 – 0                                                                  | Ucraina                                                                | Qual. Mondiali 2014                                                    | -                                                                      |                                                                        |
| 16-10-2012                                                             | Kiev                                                                   | Ucraina                                                                | 0 – 1                                                                  | Montenegro                                                             | Qual. Mondiali 2014                                                    | -                                                                      | 62’                                                                    |
| 6-2-2013                                                               | Siviglia                                                               | Norvegia                                                               | 0 – 2                                                                  | Ucraina                                                                | Amichevole                                                             | 1                                                                      | 64’                                                                    |
| 22-3-2013                                                              | Varsavia                                                               | Polonia                                                                | 1 – 3                                                                  | Ucraina                                                                | Qual. Mondiali 2014                                                    | 1                                                                      |                                                                        |
| 26-3-2013                                                              | Odessa                                                                 | Ucraina                                                                | 2 – 1                                                                  | Moldavia                                                               | Qual. Mondiali 2014                                                    | 1                                                                      |                                                                        |
| 2-6-2013                                                               | Kiev                                                                   | Ucraina                                                                | 0 – 0                                                                  | Camerun                                                                | Amichevole                                                             | -                                                                      | 46’                                                                    |
| 7-6-2013                                                               | Podgorica                                                              | Montenegro                                                             | 0 – 4                                                                  | Ucraina                                                                | Qual. Mondiali 2014                                                    | -                                                                      | 90’                                                                    |
| 6-9-2013                                                               | Leopoli                                                                | Ucraina                                                                | 9 – 0                                                                  | San Marino                                                             | Qual. Mondiali 2014                                                    | -                                                                      | 75’                                                                    |
| 10-9-2013                                                              | Kiev                                                                   | Ucraina                                                                | 0 – 0                                                                  | Inghilterra                                                            | Qual. Mondiali 2014                                                    | -                                                                      | 90+3’                                                                  |
| 11-10-2013                                                             | Charkiv                                                                | Ucraina                                                                | 1 – 0                                                                  | Polonia                                                                | Qual. Mondiali 2014                                                    | 1                                                                      | 90’                                                                    |
| 15-10-2013                                                             | Serravalle                                                             | San Marino                                                             | 0 – 8                                                                  | Ucraina                                                                | Qual. Mondiali 2014                                                    | 1                                                                      | 66’                                                                    |
| 15-11-2013                                                             | Kiev                                                                   | Ucraina                                                                | 2 – 0                                                                  | Francia                                                                | Qual. Mondiali 2014                                                    | 1                                                                      |                                                                        |
| 19-11-2013                                                             | Saint-Denis                                                            | Francia                                                                | 3 – 0                                                                  | Ucraina                                                                | Qual. Mondiali 2014                                                    | -                                                                      |                                                                        |
| 5-3-2014                                                               | Larnaca                                                                | Ucraina                                                                | 2 – 0                                                                  | Stati Uniti                                                            | Amichevole                                                             | 1                                                                      | 90’                                                                    |
| 22-5-2014                                                              | Kiev                                                                   | Ucraina                                                                | 2 – 1                                                                  | Niger                                                                  | Amichevole                                                             | -                                                                      | 77’                                                                    |
| 3-9-2014                                                               | Kiev                                                                   | Ucraina                                                                | 1 – 0                                                                  | Moldavia                                                               | Amichevole                                                             | -                                                                      | 46’                                                                    |
| 8-9-2014                                                               | Kiev                                                                   | Ucraina                                                                | 0 – 1                                                                  | Slovacchia                                                             | Qual. Euro 2016                                                        | -                                                                      |                                                                        |
| 9-10-2014                                                              | Minsk                                                                  | Bielorussia                                                            | 0 – 2                                                                  | Ucraina                                                                | Qual. Euro 2016                                                        | -                                                                      |                                                                        |
| 12-10-2014                                                             | Kiev                                                                   | Ucraina                                                                | 1 – 0                                                                  | Macedonia                                                              | Qual. Euro 2016                                                        | -                                                                      |                                                                        |
| 15-11-2014                                                             | Lussemburgo                                                            | Lussemburgo                                                            | 0 – 3                                                                  | Ucraina                                                                | Qual. Euro 2016                                                        | 3                                                                      |                                                                        |
| 18-11-2014                                                             | Kiev                                                                   | Ucraina                                                                | 0 – 0                                                                  | Lituania                                                               | Amichevole                                                             | -                                                                      | 46’                                                                    |
| 27-3-2015                                                              | Siviglia                                                               | Spagna                                                                 | 1 – 0                                                                  | Ucraina                                                                | Qual. Euro 2016                                                        | -                                                                      |                                                                        |
| 31-3-2015                                                              | Leopoli                                                                | Ucraina                                                                | 1 – 1                                                                  | Lettonia                                                               | Amichevole                                                             | 1                                                                      |                                                                        |
| 14-6-2015                                                              | Leopoli                                                                | Ucraina                                                                | 3 – 0                                                                  | Lussemburgo                                                            | Qual. Euro 2016                                                        | -                                                                      |                                                                        |
| 5-9-2015                                                               | Leopoli                                                                | Ucraina                                                                | 3 – 1                                                                  | Bielorussia                                                            | Qual. Euro 2016                                                        | 1                                                                      | 69’                                                                    |
| 8-9-2015                                                               | Žilina                                                                 | Slovacchia                                                             | 0 – 0                                                                  | Ucraina                                                                | Qual. Euro 2016                                                        | -                                                                      |                                                                        |
| 9-10-2015                                                              | Skopje                                                                 | Macedonia                                                              | 0 – 2                                                                  | Ucraina                                                                | Qual. Euro 2016                                                        | -                                                                      | 86’                                                                    |
| 12-10-2015                                                             | Kiev                                                                   | Ucraina                                                                | 0 – 1                                                                  | Spagna                                                                 | Qual. Euro 2016                                                        | -                                                                      |                                                                        |
| 14-11-2015                                                             | Leopoli                                                                | Ucraina                                                                | 2 – 0                                                                  | Slovenia                                                               | Qual. Euro 2016                                                        | 1                                                                      | 90’                                                                    |
| 17-11-2015                                                             | Maribor                                                                | Slovenia                                                               | 1 – 1                                                                  | Ucraina                                                                | Qual. Euro 2016                                                        | 1                                                                      |                                                                        |
| 24-3-2016                                                              | Odessa                                                                 | Ucraina                                                                | 1 – 0                                                                  | Cipro                                                                  | Amichevole                                                             | -                                                                      |                                                                        |
| 28-3-2016                                                              | Kiev                                                                   | Ucraina                                                                | 1 – 0                                                                  | Galles                                                                 | Amichevole                                                             | 1                                                                      |                                                                        |
| 29-5-2016                                                              | Torino                                                                 | Romania                                                                | 3 – 4                                                                  | Ucraina                                                                | Amichevole                                                             | 1                                                                      |                                                                        |
| 3-6-2016                                                               | Bergamo                                                                | Albania                                                                | 1 – 3                                                                  | Ucraina                                                                | Amichevole                                                             | 1                                                                      | 77’                                                                    |
| 12-6-2016                                                              | Lilla                                                                  | Germania                                                               | 2 – 0                                                                  | Ucraina                                                                | Euro 2016 - 1º turno                                                   | -                                                                      |                                                                        |
| 16-6-2016                                                              | Lione                                                                  | Ucraina                                                                | 0 – 2                                                                  | Irlanda del Nord                                                       | Euro 2016 - 1º turno                                                   | -                                                                      |                                                                        |
| 21-6-2016                                                              | Marsiglia                                                              | Ucraina                                                                | 0 – 1                                                                  | Polonia                                                                | Euro 2016 - 1º turno                                                   | -                                                                      |                                                                        |
| 5-9-2016                                                               | Kiev                                                                   | Ucraina                                                                | 1 – 1                                                                  | Islanda                                                                | Qual. Mondiali 2018                                                    | 1                                                                      |                                                                        |
| 6-10-2016                                                              | Konya                                                                  | Turchia                                                                | 2 – 2                                                                  | Ucraina                                                                | Qual. Mondiali 2018                                                    | 1                                                                      |                                                                        |
| 9-10-2016                                                              | Cracovia                                                               | Ucraina                                                                | 3 – 0                                                                  | Kosovo                                                                 | Qual. Mondiali 2018                                                    | 1                                                                      |                                                                        |
| 12-11-2016                                                             | Odessa                                                                 | Ucraina                                                                | 1 – 0                                                                  | Finlandia                                                              | Qual. Mondiali 2018                                                    | -                                                                      |                                                                        |
| 15-11-2016                                                             | Charkiv                                                                | Ucraina                                                                | 2 – 0                                                                  | Serbia                                                                 | Amichevole                                                             | 1                                                                      | 65’                                                                    |
| 24-3-2017                                                              | Zagabria                                                               | Croazia                                                                | 1 – 0                                                                  | Ucraina                                                                | Qual. Mondiali 2018                                                    | -                                                                      |                                                                        |
| 6-6-2017                                                               | Graz                                                                   | Ucraina                                                                | 0 – 1                                                                  | Malta                                                                  | Amichevole                                                             | -                                                                      | 46’                                                                    |
| 11-6-2017                                                              | Tampere                                                                | Finlandia                                                              | 1 – 2                                                                  | Ucraina                                                                | Qual. Mondiali 2018                                                    | -                                                                      |                                                                        |
| 2-9-2017                                                               | Charkiv                                                                | Ucraina                                                                | 2 – 0                                                                  | Turchia                                                                | Qual. Mondiali 2018                                                    | 2                                                                      |                                                                        |
| 5-9-2017                                                               | Reykjavík                                                              | Islanda                                                                | 2 – 0                                                                  | Ucraina                                                                | Qual. Mondiali 2018                                                    | -                                                                      |                                                                        |
| 6-10-2017                                                              | Scutari                                                                | Kosovo                                                                 | 0 – 2                                                                  | Ucraina                                                                | Qual. Mondiali 2018                                                    | 1                                                                      |                                                                        |
| 9-10-2017                                                              | Kiev                                                                   | Ucraina                                                                | 0 – 2                                                                  | Croazia                                                                | Qual. Mondiali 2018                                                    | -                                                                      |                                                                        |
| 10-11-2017                                                             | Leopoli                                                                | Ucraina                                                                | 2 – 1                                                                  | Slovacchia                                                             | Amichevole                                                             | 1                                                                      |                                                                        |
| 31-5-2018                                                              | Ginevra                                                                | Marocco                                                                | 0 – 0                                                                  | Ucraina                                                                | Amichevole                                                             | -                                                                      | 46’                                                                    |
| 3-6-2018                                                               | Zurigo                                                                 | Albania                                                                | 1 – 4                                                                  | Ucraina                                                                | Amichevole                                                             | 2                                                                      | cap.                                                                   |
| 6-9-2018                                                               | Uherské Hradiště                                                       | Rep. Ceca                                                              | 1 – 2                                                                  | Ucraina                                                                | UEFA Nations League 2018-2019 - 1º turno                               | -                                                                      | 66’                                                                    |
| 9-9-2018                                                               | Kiev                                                                   | Ucraina                                                                | 1 – 0                                                                  | Slovacchia                                                             | UEFA Nations League 2018-2019 - 1º turno                               | 1                                                                      |                                                                        |
| 16-10-2018                                                             | Kiev                                                                   | Ucraina                                                                | 1 – 0                                                                  | Rep. Ceca                                                              | UEFA Nations League 2018-2019 - 1º turno                               | -                                                                      |                                                                        |
| 7-9-2019                                                               | Vilnius                                                                | Lituania                                                               | 0 – 3                                                                  | Ucraina                                                                | Qual. Euro 2020                                                        | -                                                                      | 60’                                                                    |
| 10-9-2019                                                              | Dnipropetrovsk                                                         | Ucraina                                                                | 2 – 2                                                                  | Nigeria                                                                | Amichevole                                                             | -                                                                      | cap. 58’                                                               |
| 11-10-2019                                                             | Kharkiv                                                                | Ucraina                                                                | 2 – 0                                                                  | Lituania                                                               | Qual. Euro 2020                                                        | -                                                                      | 65’                                                                    |
| 14-10-2019                                                             | Kiev                                                                   | Ucraina                                                                | 2 – 1                                                                  | Portogallo                                                             | Qual. Euro 2020                                                        | 1                                                                      | 47’                                                                    |
| 14-11-2019                                                             | Zaporižžja                                                             | Ucraina                                                                | 1 – 0                                                                  | Estonia                                                                | Amichevole                                                             | -                                                                      | cap. 46’                                                               |
| 17-11-2019                                                             | Belgrado                                                               | Serbia                                                                 | 2 – 2                                                                  | Ucraina                                                                | Qual. Euro 2020                                                        | -                                                                      |                                                                        |
| 3-9-2020                                                               | Leopoli                                                                | Ucraina                                                                | 2 – 1                                                                  | Svizzera                                                               | UEFA Nations League 2020-2021 - 1º turno                               | 1                                                                      |                                                                        |
| 6-9-2020                                                               | Madrid                                                                 | Spagna                                                                 | 4 – 0                                                                  | Ucraina                                                                | UEFA Nations League 2020-2021 - 1º turno                               | -                                                                      | 78’                                                                    |
| 7-10-2020                                                              | Saint-Denis                                                            | Francia                                                                | 7 – 1                                                                  | Ucraina                                                                | Amichevole                                                             | -                                                                      | cap. 62’                                                               |
| 10-10-2020                                                             | Kiev                                                                   | Ucraina                                                                | 1 – 2                                                                  | Germania                                                               | UEFA Nations League 2020-2021 - 1º turno                               | -                                                                      | cap. 69’                                                               |
| 13-10-2020                                                             | Kiev                                                                   | Ucraina                                                                | 1 – 0                                                                  | Spagna                                                                 | UEFA Nations League 2020-2021 - 1º turno                               | -                                                                      | cap.                                                                   |
| 11-11-2020                                                             | Chorzów                                                                | Polonia                                                                | 2 – 0                                                                  | Ucraina                                                                | Amichevole                                                             | -                                                                      | cap. 46’                                                               |
| 3-6-2021                                                               | Dnipro                                                                 | Ucraina                                                                | 1 – 0                                                                  | Irlanda del Nord                                                       | Amichevole                                                             | -                                                                      | cap.                                                                   |
| 7-6-2021                                                               | Charkiv                                                                | Ucraina                                                                | 4 – 0                                                                  | Cipro                                                                  | Amichevole                                                             | 2                                                                      | 70’                                                                    |
| 13-6-2021                                                              | Amsterdam                                                              | Paesi Bassi                                                            | 3 – 2                                                                  | Ucraina                                                                | Euro 2020 - 1º turno                                                   | 1                                                                      | cap.                                                                   |
| 17-6-2021                                                              | Bucarest                                                               | Ucraina                                                                | 2 – 1                                                                  | Macedonia del Nord                                                     | Euro 2020 - 1º turno                                                   | 1                                                                      | cap. 70’                                                               |
| 21-6-2021                                                              | Bucarest                                                               | Ucraina                                                                | 0 – 1                                                                  | Austria                                                                | Euro 2020 - 1º turno                                                   | -                                                                      | cap.                                                                   |
| 29-6-2021                                                              | Glasgow                                                                | Svezia                                                                 | 1 – 2 dts                                                              | Ucraina                                                                | Euro 2020 - Ottavi di finale                                           | -                                                                      | cap. 79’ 106’                                                          |
| 3-7-2021                                                               | Roma                                                                   | Ucraina                                                                | 0 – 4                                                                  | Inghilterra                                                            | Euro 2020 - Quarti di finale                                           | -                                                                      | cap.                                                                   |
| 1-9-2021                                                               | Astana                                                                 | Kazakistan                                                             | 2 – 2                                                                  | Ucraina                                                                | Qual. Mondiali 2022                                                    | -                                                                      | cap.                                                                   |
| 4-9-2021                                                               | Kiev                                                                   | Ucraina                                                                | 1 – 1                                                                  | Francia                                                                | Qual. Mondiali 2022                                                    | -                                                                      | 88’ 90+3’                                                              |
| 8-9-2021                                                               | Plzeň                                                                  | Rep. Ceca                                                              | 1 – 1                                                                  | Ucraina                                                                | Amichevole                                                             | -                                                                      | cap. 46’                                                               |
| 9-10-2021                                                              | Helsinki                                                               | Finlandia                                                              | 1 – 2                                                                  | Ucraina                                                                | Qual. Mondiali 2022                                                    | 1                                                                      | 86’                                                                    |
| 12-10-2021                                                             | Leopoli                                                                | Ucraina                                                                | 1 – 1                                                                  | Bosnia ed Erzegovina                                                   | Qual. Mondiali 2022                                                    | 1                                                                      | 82’                                                                    |
| 11-11-2021                                                             | Odessa                                                                 | Ucraina                                                                | 1 – 1                                                                  | Bulgaria                                                               | Amichevole                                                             | -                                                                      | cap.                                                                   |
| 16-11-2021                                                             | Zenica                                                                 | Bosnia ed Erzegovina                                                   | 0 – 2                                                                  | Ucraina                                                                | Qual. Mondiali 2022                                                    | -                                                                      | cap. 82’                                                               |
| 1-6-2022                                                               | Glasgow                                                                | Scozia                                                                 | 1 – 3                                                                  | Ucraina                                                                | Qual. Mondiali 2022                                                    | 1                                                                      | cap. 78’                                                               |
| 5-6-2022                                                               | Cardiff                                                                | Galles                                                                 | 1 – 0                                                                  | Ucraina                                                                | Qual. Mondiali 2022                                                    | -                                                                      | cap.                                                                   |
| 14-6-2022                                                              | Łódź                                                                   | Ucraina                                                                | 1 – 1                                                                  | Irlanda                                                                | UEFA Nations League 2022-2023 - 1º turno                               | -                                                                      | cap. 51’                                                               |
| 21-9-2022                                                              | Glasgow                                                                | Scozia                                                                 | 3 – 0                                                                  | Ucraina                                                                | UEFA Nations League 2022-2023 - 1º turno                               | -                                                                      | cap. 67’                                                               |
| 24-9-2022                                                              | Erevan                                                                 | Armenia                                                                | 0 – 5                                                                  | Ucraina                                                                | UEFA Nations League 2022-2023 - 1º turno                               | -                                                                      | 67’                                                                    |
| 27-9-2022                                                              | Cracovia                                                               | Ucraina                                                                | 0 – 0                                                                  | Scozia                                                                 | UEFA Nations League 2022-2023 - 1º turno                               | -                                                                      | cap. 23’ 87’                                                           |
| 12-6-2023                                                              | Brema                                                                  | Germania                                                               | 3 – 3                                                                  | Ucraina                                                                | Amichevole                                                             | -                                                                      | cap. 65’                                                               |
| 16-6-2023                                                              | Skopje                                                                 | Macedonia del Nord                                                     | 2 – 3                                                                  | Ucraina                                                                | Qual. Euro 2024                                                        | -                                                                      | cap. 66’                                                               |
| 19-6-2023                                                              | Trnava                                                                 | Ucraina                                                                | 1 – 0                                                                  | Malta                                                                  | Qual. Euro 2024                                                        | -                                                                      | cap. 81’                                                               |
| 12-9-2023                                                              | Milano                                                                 | Italia                                                                 | 2 – 1                                                                  | Ucraina                                                                | Qual. Euro 2024                                                        | 1                                                                      | cap. 58’                                                               |
| 3-6-2024                                                               | Norimberga                                                             | Germania                                                               | 0 – 0                                                                  | Ucraina                                                                | Amichevole                                                             | -                                                                      | 64’                                                                    |
| 7-6-2024                                                               | Varsavia                                                               | Polonia                                                                | 3 – 1                                                                  | Ucraina                                                                | Amichevole                                                             | -                                                                      | cap. 70’                                                               |
| 11-6-2024                                                              | Chișinău                                                               | Moldavia                                                               | 0 – 4                                                                  | Ucraina                                                                | Amichevole                                                             | -                                                                      | 68’ 73’                                                                |
| 17-6-2024                                                              | Monaco di Baviera                                                      | Romania                                                                | 3 – 0                                                                  | Ucraina                                                                | Euro 2024 - 1º turno                                                   | -                                                                      | 62’                                                                    |
| 21-6-2024                                                              | Düsseldorf                                                             | Slovacchia                                                             | 1 – 2                                                                  | Ucraina                                                                | Euro 2024 - 1º turno                                                   | -                                                                      | cap. 67’                                                               |
| 26-6-2024                                                              | Stoccarda                                                              | Ucraina                                                                | 0 – 0                                                                  | Belgio                                                                 | Euro 2024 - 1º turno                                                   | -                                                                      | 81’                                                                    |
| 7-9-2024                                                               | Praga                                                                  | Ucraina                                                                | 1 – 2                                                                  | Albania                                                                | UEFA Nations League 2024-2025 - 1º turno                               | -                                                                      | 72’                                                                    |
| 10-9-2024                                                              | Praga                                                                  | Rep. Ceca                                                              | 3 – 2                                                                  | Ucraina                                                                | UEFA Nations League 2024-2025 - 1º turno                               | -                                                                      | cap. 69’                                                               |
| 23-3-2025                                                              | Genk                                                                   | Belgio                                                                 | 3 – 0                                                                  | Ucraina                                                                | UEFA Nations League 2024-2025 - Play-off                               | -                                                                      | 89’                                                                    |
| Totale                                                                 |                                                                        | Presenze (2º posto)                                                    | 125                                                                    |                                                                        | Reti (2º posto)                                                        | 46                                                                     |                                                                        |

## Palmarès

### Club

#### Competizioni nazionali
- Campionato ucraino: 4

Dinamo Kiev: 2008-2009, 2014-2015, 2015-2016, 2024-2025
- Coppa d'Ucraina: 2

Dinamo Kiev: 2013-2014, 2014-15
- Supercoppa d'Ucraina: 3

Dinamo Kiev: 2009, 2011, 2016

### Individuale
- Capocannoniere della Coppa d'Ucraina: 2

2008-2009 (5 reti) 
2015-2016 (4 reti) 
- Miglior giocatore del Campionato ucraino ("Komanda"): 2

2011, 2014
- Calciatore ucraino dell'anno: 4

2013, 2014, 2015, 2017
- Capocannoniere della Prem"jer-liha: 1

2016-2017 (15 reti)